# Agata Sawicka
Agata Sawicka (ur. 17 stycznia 1985 w Łodzi) – polska siatkarka, grająca na pozycji libero, reprezentantka Polski.
Powołana do reprezentacji Polski przez Marco Bonittę w 2007 roku na Puchar Świata, rozgrywany w Japonii. Od sezonu 2019/2020 była trenerką drużyny młodzieżowej w UKS Esperanto Warszawa, a także grała rekreacyjnie z seniorkami. Trenowała tam do ok. 2021.

## Sukcesy klubowe
Puchar Polski:
- 2007[10], 2009[11], 2014

Mistrzostwo Polski:
- 2007, 2010[12], 2014
- 2009[12]
- 2008[13], 2011[12], 2016, 2019

Superpuchar Polski:
- 2007[14], 2010

## Sukcesy reprezentacyjne
Mistrzostwa Europy Kadetek:
- 2001[15]

Mistrzostwa Świata Kadetek:
- 2001[15]

Mistrzostwa Europy Juniorek:
- 2002[15]

Mistrzostwa Świata Juniorek:
- 2003[16]

Puchar Piemontu:
- 2009[17]

Igrzyska Europejskie:
- 2015

## Nagrody indywidualne
- 2003: Najlepsza przyjmująca Mistrzostw Europy Juniorek[4]
- 2003: Najlepsza przyjmująca i broniąca Mistrzostw Świata Juniorek[4]
- 2007: Najlepsza libero Superpucharu Polski[18]
- 2009: Najlepsza przyjmująca turnieju finałowego Pucharu Polski
- 2011: Najlepsza broniąca turnieju finałowego Pucharu Polski[19]
- 2014: Najlepsza broniąca turnieju finałowego Pucharu Polski